# Grafenauer Anzeiger

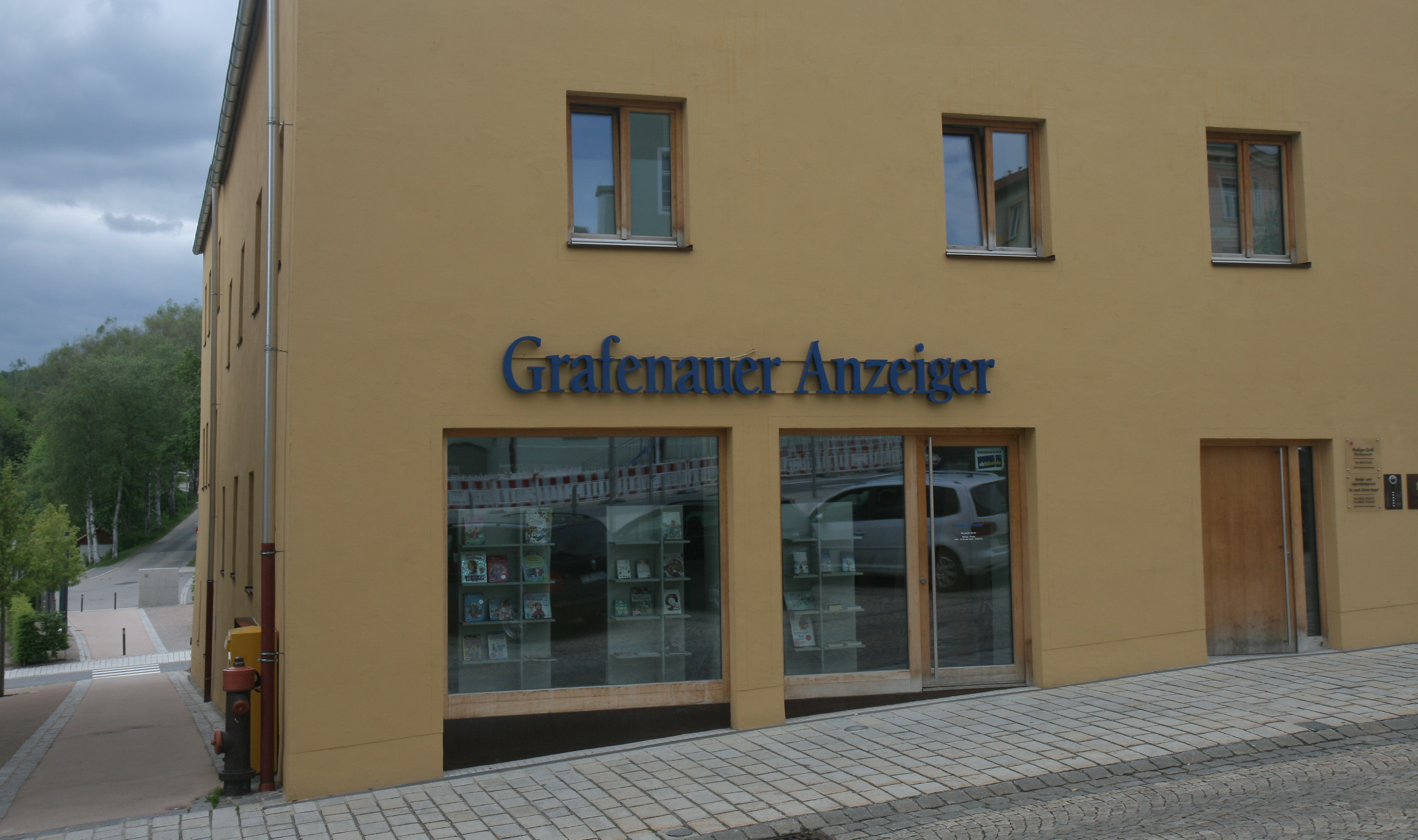
Geschäftsstelle am Grafenauer Stadtplatz

Der Grafenauer Anzeiger ist eine 1884 von Carl Morsak gegründete Lokalzeitung mit Sitz in Grafenau. Sie ist seit 1946 eine Lokalausgabe (Kopfblatt) der Passauer Neuen Presse im Landkreis Grafenau (heute Landkreis Freyung-Grafenau). Leiter der Redaktion ist Andreas Nigl.

## Verbreitung
Sie erscheint im Gebiet des ehemaligen bayerischen Landkreises Grafenau als Lokalausgabe der Passauer Neuen Presse. Diese ist aktuell mit der im ehemaligen Landkreis Wolfstein erscheinenden PNP Lokalausgabe F bis auf den Titel identisch. Diese beiden Landkreise wurden im Zuge der bayerischen Kreisreform 1972 zusammengelegt, die Zeitungstitel wurden jedoch bis heute beibehalten. 

## Gliederung
Der Grafenauer Anzeiger erscheint mit anderen Lokalausgaben zusammen mit gleicher Mantelausgabe mit Politik, Sport, Unterhaltung und Bayernteil. Eigenständig ist der Lokalteil des Landkreises Freyung-Grafenau in dem in vier verschiedenen Teilen über das landkreisweite Geschehen, das Geschehen um Freyung, Waldkirchen und Grafenau berichtet wird. Gelegentlich werden auch Berichte von Redaktionen der Nachbarlandkreise in einem eigenständigen Teil übernommen.